# Michał Kmietowicz (poseł)
Michał Wojciech Kmietowicz (ur. 9 września 1825 w Starym Sączu, zm. 1 kwietnia 1868 tamże)  – poseł do Sejmu Krajowego Galicji I kadencji (1861–1867), mieszczanin i właściciel gruntu w Starym Sączu.
Był bratem Józefa Leopolda Kmietowicza. Wybrany do Sejmu Krajowego w IV kurii obwodu Sącz, z okręgu wyborczego nr 63 Stary Sącz-Krynica.